# Dr. Destructo
Dr. Destructo è un singolo pubblicato nel 1981 negli USA dal gruppo tedesco di musica elettronica, i Tangerine Dream. Esso funge come singolo promozionale per la colonna sonora del film Strade violente di Michael Mann.

## Tracce
1. Dr. Destructo (versione estesa) - 4:40
2. Diamond Diary (estratto) - 4:17

## Formazione
- Edgar Froese – sintetizzatori tastiere e chitarra.
- Christopher Franke – sintetizzatori, equipaggiamento elettronico, percussioni elettroniche.
- Johannes Schmoelling – tastiere, sintetizzatori.